# トゥーファン (ミサイル)
トゥーファン（ペルシャ語：طوفان［tūfan］；ラテン文字転写：Toophan）は、イラン製の対戦車ミサイルである。トゥーファンとは、ペルシア語で「暴風」などを意味する。

## 開発
1970年代にアメリカ合衆国から導入されたBGM-71 TOWを、イラン・イスラム革命後にコピーした対戦車ミサイルである。

## 構造
基本的な構造や操作は、原型となったBGM-71 TOWと全く変わらない。
弾頭には炸薬量3.6kgの成形炸薬弾頭を搭載し、最大550mmの鉄板を貫通できる。誘導方式も、TOWと同じ半自動指令照準線一致誘導方式で、照準器の位置情報をワイヤーでミサイルに伝える。

## 運用
主にイラン陸軍に配備されているが、具体的な配備数は不明。輸出も提案されている。改良型のトゥーファン2もあり、これは、BGM-71 TOWを徹甲弾化したTOW 2のコピーである。
2006年のイスラエル・レバノン紛争で、ヒズボラがイスラエル軍のメルカバ戦車に対して射撃を行ったとされる。

## 派生型
トウーファン1
トウーファン2
トウーファン2B
トウーファン5
Qa'em - ヘリコプターやUAV向け小型地対空ミサイル。

## 運用国
- イラン
- シリア
- ヒズボラ